# Puisserguier
Puisserguier (dall'occitano Puègserguièr) è un comune francese di 2 874 abitanti situato nel dipartimento dell'Hérault nella regione dell'Occitania.

## Società

### Evoluzione demografica
Abitanti censiti